# Amyema tridactylum
Amyema tridactylum är en tvåhjärtbladig växtart som beskrevs av B.A. Barlow. Amyema tridactylum ingår i släktet Amyema och familjen Loranthaceae. Inga underarter finns listade i Catalogue of Life.